# Rubén Companioni
Companioni  Blanco est un nom espagnol. Le premier nom de famille, en général paternel, est Companioni ; le second, en général maternel, souvent omis, est Blanco.
Rubén Companioni Blanco (né le 18 mai 1990 à Ciego de Ávila) est un coureur cycliste cubain. 

## Biographie
En 2012, Rubén Companioni profite de sa présence au Québec, pour y disputer la Coupe des nations Ville Saguenay, pour fausser compagnie à la délégation cubaine dont il faisait partie. Le 2 juin, il déserte l'hôtel où logeait la sélection caribéenne, après avoir, semble-t-il, récupéré son passeport et une somme d'argent dans la chambre de son entraîneur. Il se dirige alors vers Miami.

## Palmarès sur route

### Par années
- 2011
  - 3e étape du Tour du Costa Rica
- 2012
  - 4e étape de la Green Mountain Stage Race
- 2013
  - Madeira Criterium
- 2014
  - Tour de Miami
  - Palm Beach 100 Classic
  - 3e de la Clarendon Cup
- 2015
  - Florida State Criterium Championships
  - CaroMont Criterium
  - Sergios Cycling Classic
  - 2e de l'Athens Twilight Criterium
- 2016
  - 1re étape de la Redlands Classic
- 2017
  - River Gorge Omnium :
    - Classement général
    - 1re (contre-la-montre) et 3e étapes
- 2018
  - Joe Martin Stage Race
    - Classement général
    - 1re étape

  - 3e du Sunny King Criterium
- 2019
  - Tour de Miami
- 2021
  - Florida State Criterium Championship
- 2022
  - 2e et 3e étapes des Rosewood Ziel Winter Series
  - Florida State Criterium Championship
  - 2e des Rosewood Ziel Winter Series
- 2023
  - 2e étape de la Vuelta a la Independencia Nacional
- 2024
  - Florida State Criterium Championship
  - Rosewood Ziel Winter Series :
    - Classement général
    - 1re et 4e étapes
- 2025
  - Rosewood Ziel Winter Series :
    - Classement général
    - 2e et 4e étapes

  - 4e étape de la Vuelta Independencia
  - Florida State Criterium Championship

### Classements mondiaux
| Année            | 2009 | 2010 | 2011 | 2012 | 2013 | 2014 | 2015 | 2016 | 2017 | 2018 |
| ---------------- | ---- | ---- | ---- | ---- | ---- | ---- | ---- | ---- | ---- | ---- |
| UCI America Tour | 374e |      | 321e | 269e |      |      |      | 312e | 148e | 98e  |

## Palmarès sur piste

### Championnats panaméricains
- Mexico 2009
  -  Médaillé d'or de l'omnium
  -  Médaillé de bronze de la poursuite par équipes
- Aguascalientes 2010
  -  Médaillé d'argent de l'omnium
  -  Médaillé de bronze de la poursuite par équipes